# بیلتوون
بیلتوون (به هلندی: Bilthoven) یک منطقهٔ مسکونی در هلند است که در ده‌بیلت واقع شده‌است. بیلتوون ۲۱٬۹۸۴ نفر جمعیت دارد.